# Шарлота дьо Бурбон
Шарлота дьо Бурбон е кипърска кралица – втора съпруга на кипърския крал Янус дьо Лузинян.

## Биография
Родена е във Франция през 1388 г. Дъщеря е на Жан I дьо Бурбон, граф на Ла Марш, и Катерина дьо Вандом.
На 25 август 1411 г. Шарлота е венчана за кипърския крал Янус. Венчавката е извършена в катедралата в Никозия. Две години по-рано съпругът на Шарлота се е развел с първата си съпруга, от която не е имал деца, и е бил венчан по доверие с Шарлота на 9 август 1409 г. в Мелюн, Франция. Като нова съпруга на кипърския крал, Шарлота е обявена за кралица на Кипър и формално за кралица на Йерусалим и Армения.
Заедно с Шарлота в Никозия пристига и огромният ѝ френски антураж, в който влизат и много музиканти. Така присъствието на Шарлота предизвиква възраждане на френската култура в кипърския кралски двор, в който френската литература и музика процъфтяват.
Шарлота умира от чума на 15 януари 1422 г. Погребана в Кралския манастир „Сен Доминик“ в Никозия.

## Деца
Шарлота ражда на Янус шест деца:
- Жак дьо Лузинян (ум. ок 1416);
- Жан II дьо Лузинян (16 май 1414 – 28 юли 1458), крал на Кипър от 1432 до 1458;
- близнаци, родени на 7 ноември 1415 и починали в детска възраст;
- Анна дьо Лузинян (28 септември 1418 – 11 ноември 1462), омъжена за Лудовико, херцог на Савоя
- Мария дьо Лузинян (ум. 29 април 1437).